# Athanasios Konstantinou
Athanasios Konstantinou é um político grego que actualmente actua como membro do Parlamento Europeu. Ele foi originalmente eleito membro da Autora Dourada, mas agora é independente.